# سادات افغانستان
سادات به گروهی از افراد می‌گویند که نسب‌شان از طرف پدر به «هاشم بن عبدمناف» (جد پیامبر اسلام محمد بن عبدالله) می‌رسد. یا به عبارتی از قبیله بنی هاشم باشد. این گروه از دیر زمان یکی از اقوام به رسمیت شناخته شده در افغانستان بوده است. از جمله اسناد تاریخی استنباط کننده‌ این مسئله، قومیت یکی از تولی مشر های امان‌ الله خان بنام سید‌محمود خان فرزند سید احمد خان است که در نبرد با شورشیان مخالف دولت امان‌الله خان، به رهبری ملا عبدالله معروف به «ملای لنگ»، در سال ۱۹۲۴ میلادی جان خود را از دست داد، نام وی در کتیبه سنگی روی منار علم و جهل درج گردیده و در قسمت قومیت وی کلمه سادات را ذکر کرده‌اند. ولی بعد از جنگ‌های داخلی دهه هفتاد شمسی در افغانستان دیگر نامی از این مجموعه منحیث یک قوم در قوانین اساسی حکومت‌ها به شمول حکومت کرزی ذکر نگردید.  اما بعد از دادخواهی‌های گسترده این قوم، در روز ۲۴ حوت/اسفند ۱۳۹۷ مصادف با ۱۵ مارس ۲۰۱۹ رئیس‌جمهوری افغانستان (اشرف غنی) حکمی صادر کرد و سادات را به عنوان یک قوم مستقل به رسمیت شناخت تا سادات بتوانند قومیت خود را در تذکره یا شناسنامه‌های الکترونیکی ثبت کنند.

## چگونگی به رسمیت شناخته شدن قوم سادات در افغانستان
در پی درخواست کمیسیون تثبیت هویت اقوام همسو مبنی بر به رسمیت شناخته شدن سادات در افغانستان و پیگیری آن توسط رئیس‌جمهور افغانستان، مجلس نمایندگان افغانستان در ۸ عقرب/آبان سال ۱۳۹۶ درخواست رئیس‌جمهور افغانستان را با ۸۵ رای مخالف و ۴۴ رای موافق رد کرد اما در ۲۷ قوس/آذر ۱۳۹۶ مجلس سنا رای مثبت به آن داد در نتیجه کمیته مشترک ۱۶ نفره ای از مجلس سنا و مجلس نمایندگان تشکیل شد که با آراء ۸ عضو مجلس سنا و ۴ عضو مجلس نمایندگان فرمان رئیس‌جمهور اسلامی افغانستان تأیید شد تا سادات به عنوان قوم مستقل افغانستان ثبت گردد، در ۲۱ حوت/اسفند ۱۳۹۷ سرور دانش موافقت خود را دربارهٔ به رسمیت شناخته شدن سادات اعلام کرد، بعد از سخنرانی سرور دانش، رئیس‌جمهور افغانستان گفت من فردا (۲۲ حوت/اسفند ۱۳۹۷) دستور می‌دهم تا قوم سادات به رسمیت شناخته شود و نهایتاً در روز ۲۴ حوت/اسفند ۱۳۹۷ مصادف با ۱۵ مارس ۲۰۱۹ حکم رئیس‌جمهوری افغانستان صادر شد تا سادات بتوانند قومیت خود را در تذکره یا شناسنامه‌های الکترونیکی ثبت کنند.
- یکی از مخالفان طرح ثبت قوم سادات خانم رولا غنی همسر رئیس‌جمهور افغانستان بود. وی اظهار داشت که هرکس می‌گوید سادات یک قوم است؛ دروغ می‌گوید؛ سادات یک طبقه است نه قوم و هر قوم، سادات مخصوص به خود را دارد.[۱۸] در واکنش به اظهارات رولا غنی هزاران تن از شهروندان ولایت بامیان در مرکز افغانستان روز جمعه ۱ جون ۲۰۱۸ با راه اندازی تظاهرات مسالمت آمیز سخنان اخیر خانم رئیس‌جمهوری افغانستان را محکوم کردند و عکس او را آتش زدند تظاهرات کنندگان اظهارات رولاغنی را نفی اقوام، قوم ستیزی و غیر مسئولانه خوانده و از خانم رئیس‌جمهور خواستند تا اظهاراتش را پس گرفته و از قوم سادات رسماً معذرت خواهی کند و اگر رولا غنی از سادات افغانستان معذرت نخواهد آنها حرکت‌های جدی را در مخالفت با این اظهارات در سراسر کشور برگزار خواهند کرد. این دومین بار است که هزاران تن از شهروندان سادات ولایت بامیان به تظاهرات مسالمت آمیز دست می‌زنند و خواهان ذکر نام این قوم در تذکره‌های برقی و قانون اساسی این کشور می‌باشند.[۱۹][۲۰][۲۱]

## زبان‌ها و گویش‌ها
سادات به زبان‌های فارسی دری، پشتو و ازبکی صحبت می‌کنند آنها گویش‌های مختلفی دارند.

## مذهب
قوم سادات مسلمان و پیرو مذاهب تشیع و تسنن هستند که در مناطق مختلف افغانستان زندگی می‌کنند.

## تاریخچه ورود سادات به افغانستان
ورود سادات به افغانستان به دو دوره تعلق دارد. انفرادی و جمعی.
دورهٔ اول آن از همان اوایل فتح سرزمین‌های جدید به دست مسلمانان شروع شد. که به‌طور مثال می‌توان به مهاجرت یکی از نوادگان محمد نفس زکیه و یحیی بن زید نوه امام سجاد اشاره کرد. یحیی بن زید از اولین ساداتی است که وارد افغانستان و شهر بلخ شد. او در شهر جوزجان توسط حکام اموی شهید شد.
ورود سادات افغانستان به‌طور گسترده به زمان سرکوب قیام سربداران در بیهق یا همان سبزوار (۷۳۷–۷۸۸ ق) بازمی‌گردد. هنگامی که آن قیام سرکوب شد، به شیعیان بیهق فشار بسیاری وارد آمد. پس از آن عده ای از بزرگان سادات سبزوار در جستجوی محلی امن برای زندگی خود و نزدیکان شان شدند. به مناطق مرکزی افغانستان مهاجرت کردند و در آنجا به تبلیغ دین اسلام و مذهب تشییع پرداختند.
از میان بزرگان ساداتی که به افغانستان مهاجرت کردند،
می‌توان به این بزرگواران اشاره کرد:
1. میر سید علی یخسوز و خانواده اش در بامیان.
2. سلطان سید احمد کبیر ملقب به شاه برهنه که در سرقول یکاولنگ مستقر شد.
3. سیدشاه قباد ولی و خانواده اش در سنگلاخ.
4. شاه سید بابا در شرق هزاره جات، ما بین جلریز و تکانه.
5. سید یحیی شاه قلندر و برادرش در منطقه وردک.
6. سید بابا حسن ابدال در جنوب هزاره جات، نزدیک به قندهار.

سید شاه قباد ولی و سید احمد کبیر (شاه برهنه) و میر سید علی سبزواری (یخ سوز)، مریدان فراوانی در میدان وردک و بامیان پیدا کردند و هم‌اکنون نیز مزار آنان همچون زیارتگاهی برای اهالی منطقه به‌شمار می‌رود. سید دیگری که قبر وی اکنون به صورت زیارتگاهی در بلخاب می‌باشد، سید مراد علی، از نوادگان یحیی بن زید است، وی از اجداد شهید سید اسماعیل بلخی است.